# Tschechische Faustballnationalmannschaft der Frauen
Die tschechische Faustballnationalmannschaft der Frauen ist die von den tschechischen Nationaltrainern getroffene Auswahl tschechischer Faustballspielerinnen. Sie repräsentieren die Czech Fistball Association (CFA) auf internationaler Ebene bei Veranstaltungen der European Fistball Association und International Fistball Association.

## Internationale Erfolge
1994 nahm die tschechische Frauennationalmannschaft an der ersten Weltmeisterschaft überhaupt teil. An den bisher sechs ausgetragenen Frauen-Weltmeisterschaften nahm die Tschechische Republik bisher dreimal teil.

### Weltmeisterschaften
Nach zwei Teilnahmen bei den ersten Weltmeisterschaften folgte eine Pause von zwölf Jahren, ehe Tschechien 2014 wieder an einer Frauen-WM teilnahm.
| - 1994 in Argentinien: 7. Platz (von 8) - 1998 in Österreich: 7. Platz (von 7) - 2002 in Brasilien: nicht teilgenommen - 2006 in der Schweiz: nicht teilgenommen | - 2010 in Chile: nicht teilgenommen - 2014 in Deutschland: 9. Platz (von 10) - 2016 in Brasilien: nicht teilgenommen - 2018 in Österreich: 10. Platz (von 11) |  |

### Europameisterschaften
| - 1993 in Österreich: 4. Platz (von 4) - 1996 in Tschechien: 4. Platz (von 4) - 1999 in Deutschland: 6. Platz (von 6) - 2000 in der Schweiz: 5. Platz (von 5) - 2001 in der Schweiz: 4. Platz (von 6) - 2003 in Österreich: nicht teilgenommen | - 2004 in Deutschland: nicht teilgenommen - 2005 in Österreich: nicht teilgenommen - 2007 in Österreich: nicht teilgenommen - 2008 in Deutschland: nicht teilgenommen - 2009 in der Schweiz: nicht teilgenommen - 2011 in Deutschland: 5. Platz (von 5) | - 2012 in der Schweiz: 5. Platz (von 5) - 2013 in Tschechien: 5. Platz (von 5) - 2015 in Italien: 5. Platz (von 5) - 2017 in Deutschland: nicht teilgenommen - 2019 in Tschechien: 7. Platz (von 9) |

## Aktueller Kader
Kader bei der Faustball-EM 2015 in Bozen.
- #1 Adéla Jaucová (Abwehr)
- #2 Teresa Hlouskova (Abwehr)
- #3 Katherine Pajerova (Angriff)
- #4 Leona Simkova (Zuspiel)
- #5 Hana Fadrhonocva (Angriff)
- #6 Nikola Formanova (Zuspiel)
- #7 Dana Schejbalova (Angriff)
- #8 Anna Haskovcova (Abwehr)
- #9 Lucie Suhadjova (Abwehr)
- #10 Marketa Helmichova (Angriff)

### Trainer
| Name           | Funktion |
| -------------- | -------- |
| Mgr. Jan Mazal | Trainer  |